# Caenocara affine
Caenocara affine är en skalbaggsart som först beskrevs av Karl Henrik Boheman 1858.  Caenocara affine ingår i släktet Caenocara och familjen trägnagare. Inga underarter finns listade i Catalogue of Life.